# Кајамбе
Кајамбе је вулкан који се налази у Централним Кордиљерима, делу еквадорских Анда, тачније у провинцији Пичинца око 70 km североисточно од града Кито. То је трећа највиша планина у Еквадору.